# Nalchik
Nalchik (tiếng Nga: Нальчик; tiếng Balkar: Нальчик; tiếng Kabardia: Налшык) là một thành phố ở khu vực Kavkaz miền nam nước Nga và là thủ phủ của Cộng hòa Kabardino-Balkar. Thành phố này nằm ở độ cao 550 m (1.804 ft) ở chân đồi của dãy núi Kavkaz. Nó có diện tích 131 km vuông (50,6 sq mi). Dân số: 240,203 (Điều tra dân số 2010); 274,974 (Điều tra dân số 2002); 234,547 (Điều tra dân số năm 1989).

## Lịch sử
Slabada là tên gọi của khu vực nay là Nalchik. Đây là nơi sinh sống của những dân tộc bản địa Kabard, Balkar, Chechen, Adeki và Cherkese, cho đến khoảng năm 1743. Họ thỉnh thoảng xung đột và tranh giành đất đai. Thành phố Nalchik có từ đầu thế kỷ 19 khi Đế quốc Nga, cùng với những người định cư Do Thái, đã xây dựng một pháo đài vào năm 1818. Điều này đã khiến các cuộc tranh chấp giữa các dân tộc lắng dịu và cuộc sống của người dân trong vùng được cải thiện.
Năm 1838, một khu định cư quân sự của Nga được thành lập trong thành phố, và đến năm 1921, Nalchik trở thành trung tâm hành chính của Tỉnh tự trị Kabardino-Balkaria.
Trong Chiến tranh thế giới thứ hai, vào ngày 2 tháng 11 năm 1942, Nalchik bị quân đội miền núi Romania (Vânători de munte) chiếm đóng dưới sự chỉ huy của Chuẩn tướng Ioan Dumitrache. Thành phố đã bị thiệt hại nặng nề trong cuộc xung đột.
Do bị chính quyền đối xử hà khắc, người Do Thái đã di cư ồ ạt khỏi Nalchik trong nhiều thập kỷ.
Nalchik được bình chọn là "thành phố sạch thứ hai của Nga" vào năm 2003.
Vào ngày 13 tháng 10 năm 2005, Nalchik bị tấn công bởi một nhóm lớn các chiến binh Yarmuk Jamaat do Shamil Basayev và Anzor Astemirov chỉ huy. Các tòa nhà do lực lượng an ninh Nga kiểm soát đã bị nhắm mục tiêu, khiến ít nhất 14 dân thường bị giết và 115 người khác bị thương. 35 cảnh sát đã thiệt mạng trong cuộc giao tranh và 85 chiến binh Yarmuk Jamaat đã bị giết trong khi 59 người khác bị bắt.

## Địa vị hành chính
Trong khuôn khổ của các đơn vị hành chính, thành phố trực thuộc nước cộng hòa Nalchik, một đơn vị hành chính có địa vị ngang bằng với các huyện, bao gồm Nalchik và bốn khu dân cư nông thôn. Là một đơn vị đô thị, thành phố trực thuộc nước cộng hòa Nalchik được hợp thành Okrug đô thị Nalchik.

## Thành phần dân tộc
Theo dữ liệu điều tra dân số năm 2002, Nalchik bao gồm các dân tộc sau:
- Người Kabard (47,3%)
- Người Nga (31,8%)
- Người Balkar (11,4%)
- Người Ossetia (1,9%)
- Người Ukraina (1,0%)

## Giáo dục
Nalchik là nơi có các cơ sở giáo dục đại học sau:
- Đại học Quốc gia Kabardino-Balkaria[14]
- Học viện Nghệ thuật Quốc gia Bắc Kavkaz[15]
- Học viện Nông nghiệp Quốc gia Kabardino-Balkaria[16]

## Khí hậu
Nalchik có khí hậu lục địa ẩm mùa hè nóng (phân loại khí hậu Köppen: Dfa) với mùa hè nóng và không có mùa khô. Mùa nóng kéo dài từ cuối tháng 5 đến giữa tháng 9 và mùa lạnh từ tháng 12 đến tháng 3. Mưa chủ yếu nhỏ và dông, còn tuyết rơi với mức độ từ nhẹ đến vừa phải. Tốc độ gió thường không cao.
| Dữ liệu khí hậu của Nalchik (Нальчик)     | Dữ liệu khí hậu của Nalchik (Нальчик) | Dữ liệu khí hậu của Nalchik (Нальчик) | Dữ liệu khí hậu của Nalchik (Нальчик) | Dữ liệu khí hậu của Nalchik (Нальчик) | Dữ liệu khí hậu của Nalchik (Нальчик) | Dữ liệu khí hậu của Nalchik (Нальчик) | Dữ liệu khí hậu của Nalchik (Нальчик) | Dữ liệu khí hậu của Nalchik (Нальчик) | Dữ liệu khí hậu của Nalchik (Нальчик) | Dữ liệu khí hậu của Nalchik (Нальчик) | Dữ liệu khí hậu của Nalchik (Нальчик) | Dữ liệu khí hậu của Nalchik (Нальчик) | Dữ liệu khí hậu của Nalchik (Нальчик) |
| Tháng                                     | 1                                     | 2                                     | 3                                     | 4                                     | 5                                     | 6                                     | 7                                     | 8                                     | 9                                     | 10                                    | 11                                    | 12                                    | Năm                                   |
| ----------------------------------------- | ------------------------------------- | ------------------------------------- | ------------------------------------- | ------------------------------------- | ------------------------------------- | ------------------------------------- | ------------------------------------- | ------------------------------------- | ------------------------------------- | ------------------------------------- | ------------------------------------- | ------------------------------------- | ------------------------------------- |
| Trung bình ngày tối đa °C (°F)            | 0.2 (32.4)                            | 1.0 (33.8)                            | 6.6 (43.9)                            | 16.0 (60.8)                           | 20.9 (69.6)                           | 24.7 (76.5)                           | 27.1 (80.8)                           | 26.3 (79.3)                           | 22.0 (71.6)                           | 14.5 (58.1)                           | 8.3 (46.9)                            | 3.1 (37.6)                            | 14.2 (57.6)                           |
| Tối thiểu trung bình ngày °C (°F)         | −7.1 (19.2)                           | −6.0 (21.2)                           | −1.3 (29.7)                           | 5.4 (41.7)                            | 10.6 (51.1)                           | 14.1 (57.4)                           | 16.7 (62.1)                           | 15.8 (60.4)                           | 11.7 (53.1)                           | 5.4 (41.7)                            | 1.0 (33.8)                            | −3.7 (25.3)                           | 5.2 (41.4)                            |
| Lượng Giáng thủy trung bình mm (inches)   | 22 (0.9)                              | 23 (0.9)                              | 38 (1.5)                              | 63 (2.5)                              | 99 (3.9)                              | 100 (3.9)                             | 72 (2.8)                              | 61 (2.4)                              | 55 (2.2)                              | 43 (1.7)                              | 29 (1.1)                              | 26 (1.0)                              | 631 (24.8)                            |
| Số ngày giáng thủy trung bình             | 6                                     | 6                                     | 8                                     | 9                                     | 11                                    | 11                                    | 9                                     | 7                                     | 7                                     | 7                                     | 7                                     | 7                                     | 95                                    |
| Số giờ nắng trung bình tháng              | 69                                    | 71                                    | 117                                   | 141                                   | 185                                   | 235                                   | 222                                   | 210                                   | 201                                   | 153                                   | 93                                    | 63                                    | 1.760                                 |
| Nguồn 1: Trung tâm khí tượng thủy văn Nga |                                       |                                       |                                       |                                       |                                       |                                       |                                       |                                       |                                       |                                       |                                       |                                       |                                       |
| Nguồn 2: Tòa thị chính Nalchik            |                                       |                                       |                                       |                                       |                                       |                                       |                                       |                                       |                                       |                                       |                                       |                                       |                                       |

## Thể thao
PFC Spartak Nalchik là một câu lạc bộ bóng đá có trụ sở tại Nalchik, đang thi đấu ở giải Ngoại hạng Nga. Giải vô địch cờ vua nữ thế giới đã được tổ chức tại Nalchik từ ngày 28 tháng 8 đến ngày 18 tháng 9 năm 2008.

## Hình ảnh

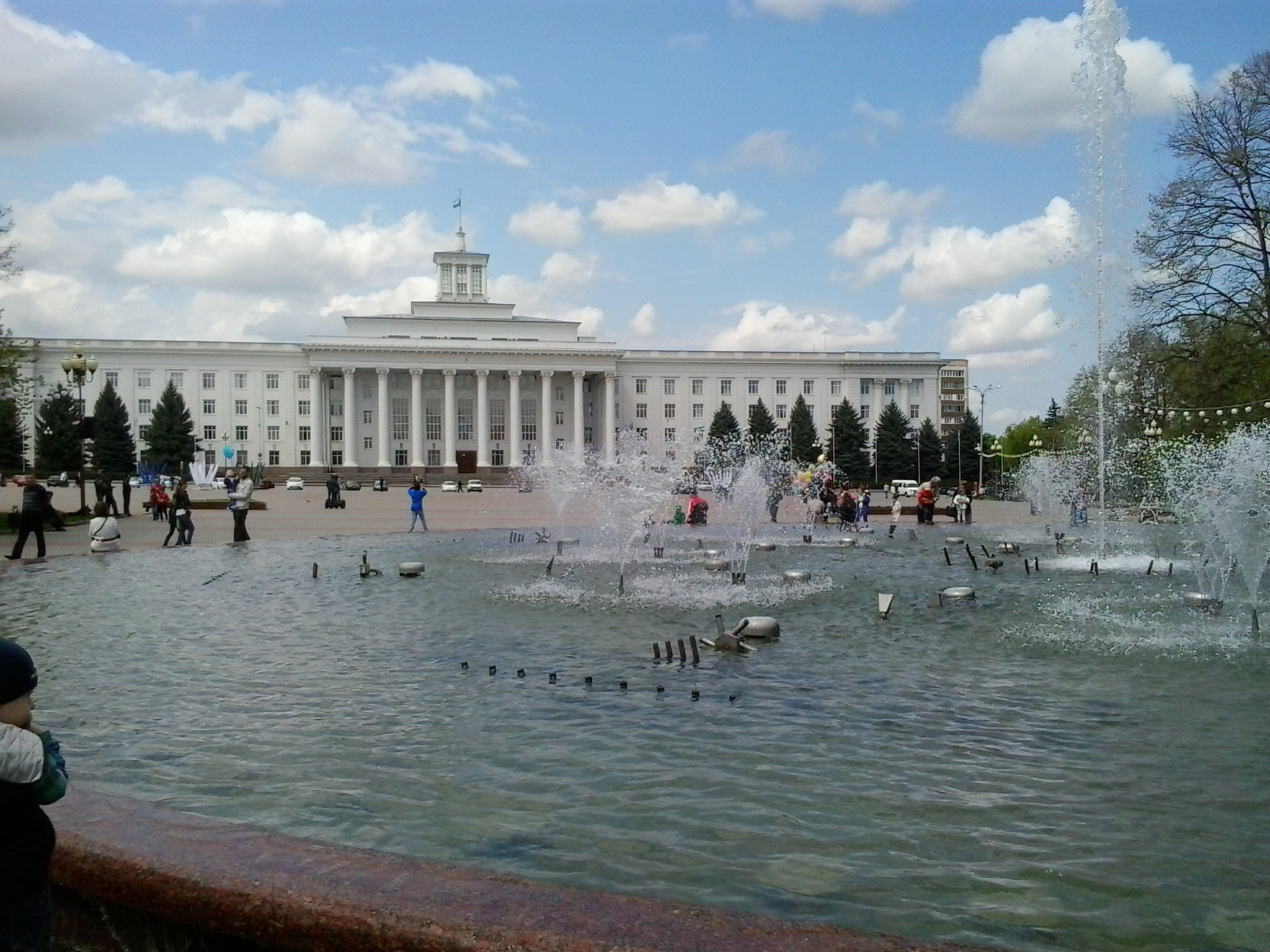
Quảng trường thành phố
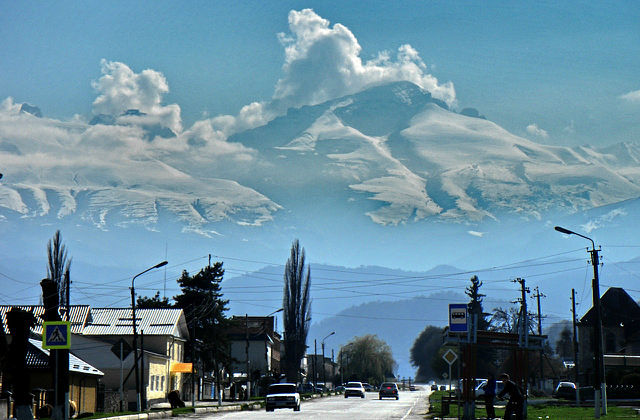
Một con đường ở Nalchik
Nhà thờ Cơ đốc giáo
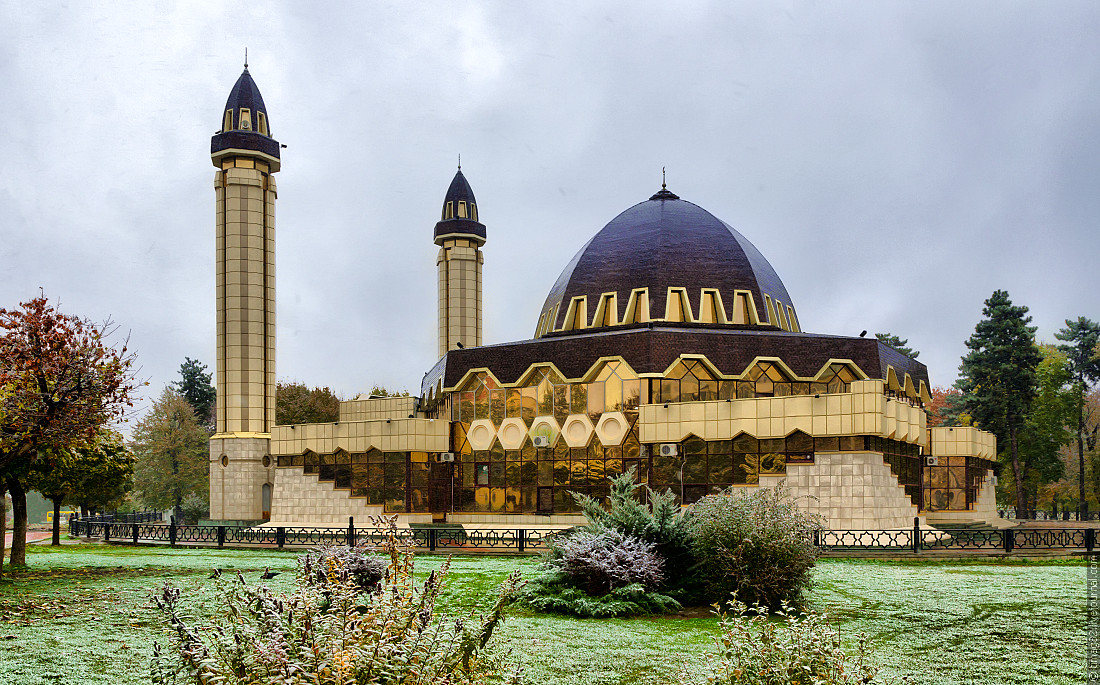
Nhà thờ Hồi giáo